# Malhada de Pedras
Malhada de Pedras is een gemeente in de Braziliaanse deelstaat Bahia. De gemeente telt 7.677 inwoners (schatting 2009).

## Aangrenzende gemeenten
De gemeente grenst aan Brumado, Caraíbas, Maetinga en Rio do Antônio.